# Зелений Луг (Логойський район)
Зелений Луг — (біл. вёска Зялёны Луг), село (веска) в складі Логойського району розташоване в Мінській області Білорусі, підпорядковане Логойській селищній раді.
Село Зелений Луг розташоване в центральних районах Білорусі, у північній частині Мінської області - орієнтовне розташування [Архівовано 23 червня 2007 у Wayback Machine.].